# Debbie Scerri
Deborah "Debbie" Scerri é uma popular cantora maltesa.
Ela representou Malta no  European Union, Malta and Cyprus Song Festival em 1994, que teve lugar em  Salónica.  Ela também representou Malta no Festival Eurovisão da Canção 1997 que se realizou em  Dublin com a canção "Let Me Fly". A canção terminou en 9.º lugar com 66 pontos.
A canção obteve a votação máxima de 12 pontos da Turquia, 10 pontos da Noruega, 8 pontos da Grécia e Croácia, 7 pontos da Irlanda, 6 pontos da Itália, 5 pontos da Bósnia e Herzegovina, 3 pontos da Dinamarca e ponto da Espanha e França.
Debbie Scerri é casada e tem um filho. Ela é ainda muito ativa, participando em festivais de música. Trabalha como apresentadora de televisão, apresenta diversos programas. Ela também entrado em diversas séries de televisão maltesas.